# Сильвио Пиола (стадион, Новара)
Стадион «Сильвио Пиола» (итал. Stadio Silvio Piola) — футбольный стадион в итальянском городе Новара. Является домашним стадионом ФК «Новара». Построен в 1976 году.

## История
В 1964 году начались работы по проектированию нового стадиона для ФК «Новара». Его строительство началось в 1971 году и продолжалось до 1976 года. 11 января 1976 года был закрыт старый стадион команды, который назывался Stadio Enrico Patti и где клуб проводил свои матчи на протяжении 44 лет. В том же году на новом стадионе был сыгран первый матч: в товарищеской встрече «Новара» — «Ювентус» победу одержали хозяева. Позже стадион был официально открыт, но имя для него так и не было придумано. Многие болельщики называли арену «Бульвар Кеннеди» (итал. Viale Kennedy), так как именно на этой улице располагается данное сооружение. В 1997 году стадион был назван в честь выдающегося итальянского футболиста Сильвио Пиолы, который скончался за год до этого.
Летом 2010 года стадион подвергся реконструкции: была проведена замена покрытия поля, поставлены турникеты, расширен пресс-центр и некоторые трибуны. В результате арена стала вмещать около 10 000 зрителей, а по рейтингу стадионов «Сильвио Пиола» получил 2 звезды. В июне 2011 года после окончания игр плей-офф Серии В вместимость стадиона увеличили до 11 328 мест. Позже потребовалась дополнительная реконструкция в связи с выходом «Новары» в Серию А. Было обновлено освещение, перемещены скамейки игроков, расширены помещения для журналистов и комментаторов. В итоге на настоящий момент стадион может вместить до 17 875 зрителей.